# Géza Gábor Simon
Géza Gábor Simon (* 1. Mai 1947 in Budapest) ist Musik- und Schallplattenhistoriker, Musikjournalist, Producer und Musikbibliothekar. Der anerkannte Diskograf hat eine umfangreiche thematische Bibliothek insbesondere zu den europäischen und ungarischen Wurzeln des Jazz angelegt.

## Lebenslauf
1961–65 besuchte er das Budapester Egressy-Gábor-Gymnasium. Die Jahre 1988–90 verbrachte er mit Hilfe zweier musikwissenschaftlicher Stipendien der Soros-Stiftung (2 Jahre bzw. 1 Jahr) mit dem Studium der ungarischen Jazzgeschichte in Österreich, Westdeutschland, Italien, Frankreich und in der Schweiz, ergänzt durch weitere Nachforschungen im Budapester Hauptstädtischen Archiv, im Nationalarchiv und in Privatsammlungen. Die Ergebnisse seiner Forschungstätigkeit veröffentlicht er systematisch seit 1990.
Seit 1964 ist Simon musikalisch engagiert. In den Jahren 1967–97 gestaltete er als Musikredakteur des Ungarischen Radios Programme zu neuen Jazz- und Grammophon-Schallplatteneditionen. Seit 1970 publizierte er in über 50 ungarischen, österreichischen, deutschen und polnischen Fachzeitschriften in ungarischer, deutscher und englischer Sprache zahlreiche Artikel zum Thema Jazz. Außerdem wirkte er als Redakteur, Produzent, Texter, Übersetzer und Hüllengestalter an der Herausgabe von rund 150 Schallplatten und CDs mit (Jazz, Klassik und zeitgenössische Musik). In den Jahren 1985–87 war er Mitarbeiter bei Hungaroton Archívum, 1987–89 künstlerischer Leiter des von ihm mitinitiierten ersten privaten Plattenverlags in Ungarn namens Pannonton. Seit 1991 leitet er außerdem die Ungarische Gesellschaft für Jazzforschung, der weltweit einzigen Organisation zur Erforschung der nationalen Jazzgeschichte. Seit 2006 wirkt er als Redakteur des Portals Jazzkutatas.eu.

## Lebenswerk
In den beiden Jahrzehnten um die Jahrtausendwende brachte er durchschnittlich ein Fachbuch pro Jahr heraus. Er organisierte einschlägige Veranstaltungen und hielt Vortragsserien in Musikbibliotheken, Schulen und Klubs zu den verschiedensten Themen der Musikgeschichte. Häufig war er in Radio- und Fernsehprogrammen in Ungarn und Österreich zu Gast. Insgesamt hielt er nahezu fünftausend Vorträge.

### Eigene Werke
- John Coltrane öröksége: életrajzi mozaikok. Limitierte Ausgabe. Budapest, 22. September 1981.
- A szegedi Molnár Dixieland története. Szeged, 1. April 1984. ISBN 963-01-5448-X.
- Magyar jazzlemezek 1912-1984 / Hungarian Jazz Records 1912-1984. Pécs, 2. April 1985. ISBN 963-00-0797-5.
- A klarinét dimenziói. Portré Dudás Lajosról. Jazzbarátok kiskönyvtára 1. Pécs, September 1990. ISBN 963-02-8550-9.
- A magyarjazz 1945-1990. Történeti vázlat. Jazzbarátok kiskönyvtára 2. Budapest - Pécs, September 1990. ISBN 963-02-8551-7.
- Benkó Dixieland Band Discography. Eurojazz Discos No.25. Zwolle, Niederlande, Juni 1991.
- The Book of Hungarian Jazz, Budapest, November 1992. ISBN 963-85069-1-1.
- Magyar jazz diszkográfia 1905-1994 / Hungarian Jazz Discography 1905-1994. Budapest, 1994. ISBN 963-04-4294-9.
- Benkó Dixieland Band Discography. Second Edition. Eurojazz Discos No.25. Zwolle, Niederlande, Dezember 1997.
- Magyar jazztörténet. Budapest, 13. Oktober 1999. ISBN 963-03-8549-X.
- Mindhalálig gitár - Zoller Attila élete és művészete. Bio-diszkográfia. Budapest, 13. Dezember 2002. ISBN 963-204-716-8.
- Immens gut - Attila Zoller. Sein Leben und seine Kunst. Bio-Diskographie. Erweiterte und verbesserte deutsche Ausgabe. Budapest, 24. Mai 2003. ISBN 963-206-928-5.
- Szelíd dalok – Hollós Máté bio-diszkográfia. Budapest, 2004. ISBN 963-214-168-7.
- Magyar jazz diszkográfia 1905-2000 / Hungarian Jazz Discography 1905-2000. Budapest, 2005. ISBN 963-219-002-5.
- K.u.K. ragtime - Az Osztrák-Magyar Monarchia ragtime korszaka. Budapest, 2007. ISBN 978-963-9746-08-4.
- K.u.K. Ragtime – Die Ragtime-Ära der Österreichisch-Ungarischen Monarchie. Budapest, 2007. ISBN 978-963-9746-11-4.
- K.u.K. Ragtime – The Ragtime Era of the Austro-Hungarian Monarchy. Budapest, 2008. Limitierte Ausgabe. ISBN 978-963-9746-12-1.
- Magyar hanglemeztörténet: 100 éves a magyar hanglemez, 1908-2008. Budapest, 2008. ISBN 978-963-87966-1-5.
- „Csillogó fekete lemezeken...“ 100 éves a magyar hanglemezgyártás és –forgalmazás / „On Shiny Black Disc...“ 100 Years of Hungarian Record Manufacturing and Distribution. Budapest, August 2008. ISBN 978-963-87454-4-6.
- Magyar ragtime kották bibliográfiája, hangfelvételek diszkográfiája 1896-2009. Budapest, 2009. ISBN 978-963-87966-2-2.
- Guitar Forever - Attila Zoller Discography. Limitierte Ausgabe. Budapest, November 2011.

### Bücher mit Koautoren
- Dudás Lajos (mit Károly Libisch). Limitierte Ausgabe. Sikonda, 1988.
- The Chronological Ragtime Discography of the Austro-Hungarian Monarchy (mit Wolfgang Hirschenberger). Limitierte Ausgabe. Budapest, 1992.
- Benkó Dixieland Band: Történet és a Karácsonyi Mise / History and Christmas Mass (mit Sándor Benkó und Judit Petrányi). Budapest, 2007. ISBN 978-963-06-3257-7.
- Gramophone-lemezek (mit Klára Bajnai). Budapest 2009. ISBN 978-963-87919-4-8.
- Joe Muranyi Discography. Swingin' Americans No. 22 (mit Gerard Bieldermann). Zwolle, Niederlande, März 2010.
- A „Diadal“ Hanglemezgyár története és diszkográfiája (mit Klára Bajnai und Tibor Borsos). Limitierte Ausgabe. Budapest, 2010.
- Képes magyar hanglemez-történet / Hungarian Recording History in Pictures (mit Klára Bajnai). Budapest, 2012. ISBN 978-963-87966-3-9.

### Beilagehefte für Platten (Auswahl)
- Géza Gábor Simon Presents Lajos Dudas – The Jubilee Box. Unissued & Rare Recordings. Pannon Jazz PJ 1045 (Budapest, 2001, 72 Seiten)
- Az Első Magyar Hanglemezgyár vázlatos története. In: Ujjé a Ligetben nagyszerű... Az Első Magyar Hanglemezgyár budapesti felvételeiből 1908-1913. Pannon Archiv PA 6666 (Budapest, 2002, 16 Seiten)

### Bedeutendere Studien in Bucheditionen (Auswahl)
- Ragtime az Osztrák-Magyar Monarchiában. In: Zenetudományi dolgozatok 1995-1996, Budapest, 1997. ISSN 0139-0732
- Első Magyar Hanglemezgyár – Bevezető. In: Dr. Gyula Marton - Dr. Klára Bajnai: Első Magyar Hanglemezgyár – Premier Records. Hungarian gramophone record discography 1. Budapest, 2008. ISBN 978-963-87966-0-8.

### Artikel in Zeitschriften (Auswahl)
- Magyar jazzbibliográfia I-III., Jazz, Budapest, 1983/2, 1983/3, 1984/2.
- Európai jazztörténeti lemezek, lemezsorozatok I-III. Jazz Studium, Budapest-Győr, 1983/1, 1983/3-4, 1984/1.
- A dzsesszdiszkográfia tudományáról. Könyvtáros, Budapest, 1988/7 (Juli)
- A magyar dzsessz és rock története I. Előfutárok az Osztrák-Magyar Monarchiában. Playboy, ungarische Ausgabe, Oktober 1990.
- A magyar dzsessz és rock története II. A cake walk és a ragtime támadása. Playboy, ungarische Ausgabe, Februar 1991.
- Ki kicsoda a magyar jazztörténetben. Az ismeretlenek I. rész: Füredy F. Gusztáv. Jazzkutatás, 23. August 2011.
- Ki kicsoda a magyar jazztörténetben. Az ismeretlenek II. rész: Auer Vera. Jazzkutatás, 22. September 2011.

### Beiträge für Sammelbände
- Gerhard Conrad (Red.): Discographie der Jazz- und Semijazzaufnahmen im Bereich der heutigen Volksdemokratien, Bände 1-11, Menden, Bundesrepublik Deutschland, 1982-1991.
- Barry Kernfeld (Red.): The New Grove Dictionary of Jazz Vols 1-2, London 1988.
- Barry Kernfeld (Red.): The New Grove Dictionary of Jazz Vols 1-3, London 2002.

### Übersetzungen
- Colin Larkin (Hrsg.): The Guinness Who's Who In Jazz, Kapitel Ohne Legenden. Das tönende Erbe des ungarischen Jazz, Budapest, 1993. ISBN 963-09-3678-X.
- Michael Jacobs: All That’s Jazz. Die Geschichte einer Musik, Budapest, 2000. ISBN 963-8168-35-8.

### Redaktion
- Who’s Who In Hungarian Jazz. Budapest, 1974.
- Dunapalota Ragtime. Rags of the Austro-Hungarian Monarchy (Partition). Budapest, 1992. ENJ 003.
- Siklós Péter: Jazzfantáziák (Fotoalbum). Budapest, im Herbst 2000. ISBN 963-00-3943-5.
- Fejezetek a magyar jazz történetéből 1961-ig. Limitierte Ausgabe. Budapest, 2001. ISBN 963-00-5225-3.
- Dr. Ittzés, Tamás: Franz Liszt's Influence On The Ragtime And Swing Era. Historical and musical parallelisms. Limitierte Ausgabe. Budapest, 2011.

### Fachlektorate
- Miles Davis - Quincy Troupe: Miles - Selbstbiografie. Budapest, 2004. ISBN 963-530-001-8.

### Schallplatten und CDs
- Jazz and Hot Dance in Hungary 1912-1949. Harlequin HQ 2015, Großbritannien, 1984.
- Tabányi Mihály: Csillogó harmonika. Qualiton LPM 16704. 1985.
- Martiny Lajos It’s a Hap-Hap-Happy Day Black Jack LP 3017. Menden, Német Szövetségi Köztársaság, 1986.
- Hungarian Jazz History 1-.18 (Hungaroton CD-sorozat)
- Pannon Jazz, Pannon Classic, Pannon Archiv, Zoller Records márkákon: magyar jazz- és operatörténeti CDs
- Jazzkutatás CD-ROM Reihe (Jazzforschung)

### Ausstellungen (Kurator)
- I. Magyar jazztörténeti kiállítás, Művészetek Háza, Pécs, Mai 1992.
- II. Magyar jazztörténeti kiállítás, Erdei Ferenc Művelődési Központ, Kecskemét, März 1994.
- III. Magyar Jazztörténeti Kiállítás, Marczibányi téri Művelődési Ház, Budapest, September 1996.
- IV. Magyar Jazztörténeti Kiállítás, Dunakeszi, Oktober 1996.
- V. Magyar Jazztörténeti Kiállítás, Közúti Szakgyűjtemény, Kiskőrös, April–September 1997.
- VI. Magyar Jazztörténeti Kiállítás, Erdei Ferenc Művelődési Központ, Kecskemét, März 2000.
- Ungarische Jazzgeschichte von der Österreichisch-Ungarischen Monarchie bis 1950.
- Foto-, Plakat- und Notenausstellung. Ungarisches Institut, München, 2002.
- Dzsessz te még az én utcámba. Osztrák-Magyar Monarchia ragtime és kuplé irodalmából. Petőfi Irodalmi Múzeum, 2006-2007.
- Csillogó fekete lemezeken - 100 éves a magyar hanglemezgyártás és -forgalmazás kiállítás, Magyar Kereskedelmi és Vendéglátóipari Múzeum, 2008.

### Preise
- „Jazzplatte des Jahres“ Deutschland (1985)
- Artisjus-Preis (2004)

### Mitgliedschaften, Aufgaben
- Internationale Gesellschaft für Jazzforschung, Graz, Mitglied (1967-)
- Magyar Könyvtárosok Egyesülete (Verein der Bibliothekare), Sektion Musik (1987-)
- Magyar Jazzkutatási Társaság (Gesellschaft für Jazzforschung), Gründungsmitglied, Vorsitzender (1991-)
- Jazz Oktatási és Kutatási Alapítvány (Stiftung für Jazzbildung und -forschung), Kuratoriumsvorsitzender (1992-)
- Magyar Zenetudományi és Zenekritikai Társaság (Gesellschaft für Musikwissenschaften und Musikkritik), Gründungsmitglied (1993-)
- Akusztikus Gitárzene Közhasznú Egyesület (Verein akustische Gitarrenmusik), Mitglied (2002-)
- Gesellschaft für Historische Tonträger, Wien, Mitglied (2008-)
- Pécsi Hangtár (Marton-Bajnai), Alapítvány a Nemzeti Hangtárért (Tonarchiv Pécs (Marton-Bajnai), Stiftung für ein nationales Tonarchiv), Kuratoriumsvorsitzender (2011-)